# Хороше Озеро (зупинний пункт)
Хороше Озеро — пасажирський залізничний зупинний пункт Конотопського напрямку Конотопської дирекції Південно-Західної залізниці на лінії Бахмач-Пасажирський — Ніжин. Розташована поблизу села Українка між станціями Крути та Плиски. Відстань від станції Київ-Пасажирський — 154 км.
Лінія, на якій розташовано платформа, відкрита 1868 р. як складова залізниці Київ — Курськ. Платформа виникла 1964 року.